# Charly Antolini
Charly Antolini (Zürich, 24 mei 1937) is een Zwitserse jazzdrummer, die begon met dixieland en swing en zich tijdens de jaren 1960 en 1970 meer oriënteerde aan hardbop en fusion.

## Biografie
Zijn opleiding begon Antolini op de traditionele Basler trommel in een van de tambourscholen in zijn geboortestad. In 1956 begon hij in Parijs te spelen als professioneel jazzmuzikant. Zijn voorbeeld is Louie Belson. In Parijs speelde hij onder andere met Sidney Bechet, Bill Coleman en Albert Nicholas, gevolgd door festivaloptredens door geheel Europa. Hij werd bekend tijdens de jaren 1950 door zijn spel in de Oldtime jazzband The Tremble Kids (met trompettist Oscar Klein en klarinettist Werner Keller), met wie hij tijdens de jaren 1990 nog nu en dan speelde. In 1962 vestigde hij zich in Duitsland (Stuttgart), waar hij vijf jaar lang met de bassist Peter Witte en de pianist Horst Jankowski de ritmische toeverlaat van de SWR Bigband onder Erwin Lehn vormde. Hij speelde bovendien in de bigbands van Kurt Edelhagen (1974/1975, nam in 1974 ook deel aan de tournee van het orkest in de Sovjet-Unie), Peter Herbolzheimer, Max Greger en de NDR Bigband.
Met Max Greger jr. en Milan Pilar vormde hij in 1972 het fusiontrio Catch Up, dat meerdere albums inspeelde. Sinds 1976 leidde hij, met wisselende bezettingen, de eigen band Charly Antolini Jazz Power, waarin hij lang werkte met Charly Augschöll en Steve Hooks (tenorsaxofon), David Gazarov (piano), Rocky Knauer (bas) en ook bekende internationale muzikanten begeleidde. Bovendien speelde hij met Wolfgang Dauner, Benny Goodman (1981/1982 voor diens tournee in Duitsland en Italië, een concert in Kopenhagen werd uitgezonden op de televisie), Lionel Hampton (tijdens de jaren 1980 voor optredens in Sylt en Kopenhagen), Barbara Dennerlein, Albert Mangelsdorff, Earl Hines, Roy Eldridge, Jimmy Giuffre, Art Farmer, Oliver Nelson, Art Van Damme, Fatty George, Stuff Smith en Baden Powell. Beroemd werd zijn album Knock Out (1979), dat binnen enkele dagen uitverkocht was. Het telt tegenwoordig als belastingtest voor Hifi-boxen. In 1994 formeerde Antolini met de pianist Dirk Raufeisen en de bassist Jimmy Woode het Super-Trio.

## Discografie
- 1966: Drum Beat (met o.a. Joki Freund, Conny Jackel, Dieter Reith, Peter Witte) - BASF MPS CRM 620 D
- 1967:  From Sticksland With Love, met George Gruntz, Daniel Humair, Mani Neumeier, Pierre Favre
- 1967: Soul Beat (met o.a. Jiggs Whigham, Shake Keane, Wilton Gaynair, Francis Coppieters) SABA
- 1972: In the Groove (met o.a. Ack van Rooyen, Dusko Goykovich, Sigi Schwab, Jean Warland) - BASF MPS 21 21333-1
- 1978: Live (met Ack van Rooyen, Lee Harper, Bob Burgess, Sal Nistico, Bertil Strandberg, Hermann Breuer, Rob Franken, Garry Todd) - Pläne Jazz G 0040
- 1979: Special Delivery (met o.a. Dieter Reith, Wolfgang Schmid, Heinz von Hermann, Klaus Osterloh, Lee Harper) MPS
- 1979: Knock Out (met Wolfgang Schmid und Nippy Noya) - Jeton Direct-To-Disc (berucht als "Boxenkiller")
- 1980: Countdown (met Wolfgang Schmid, Nippy Noya, Andreas Witte, Andreas Gramm, Alfred Sacher) Jeton Direct-To-Disc
- 1981: Crash (met Andreas Witte, Wolfgang Schmid, Freddy Santiago, Guillermo Marchena) - Jeton Direct-To-Disc
- 1982: Menue (met Wolfgang Schmid, Nippy Noya, Geoff Stradling)- Jeton Direct-To-Disc
- 1983: Finale (met Wolfgang Schmid, Trilok Gurtu, Leszek Zadlo) - Jeton Direct-To-Disc
- 1985: Thunderball (met Max Neissendorfer)
- 1988: Charly Antolini & Danny Moss: The Drivers - Skinfire Records (LeiCom)
- 1989: Cookin’ (met Dick Morrissey)
- 1992: Charly Antolini, Charly Augschöll, Niels-Henning Ørsted Pedersen, Fritz Pauer On the Beat (Bell Records 1993)
- 1993: Right On! (met Dick Morrissey, Brian Dee, Len Skeat)
- 1996: The „Jubilee“ - Skinfire Records (LeiCom)
- 1997: Live in Concert - Skinfire Records (LeiCom)
- 1998: Super Knock Out (Double Version) Jeton (rec. 1976)
- 1999: Knock Out 2000 (met Wolfgang Schmid, Nippy Noya)
- 1999: Love to Play - Skinfire Records (LeiCom, met David Gazarov, Rocky Knauer, Charly Augschöll, Martin Schrack, Karsten Gnettner, Sebastian Studnitzky)
- 2001: Loose and Easy - Skinfire Records (LeiCom)
- 2003: The 65th Birthday Concert - Live at Europapark Rust 2002 - Inakustik DVD-Video (met Andrej Lebanov, David Gazarov, Rocky Knauer, Steve Hooks)
- 2005: Herman Rarebell/Pete York/Charly Antolini Drum Legends
- 2012: Charly Antolini and the Ladies of Jazz: One More (met Stephanie Lottermoser, Andrea Hermenau, Lindy Huppertsberg)
- 2015: Groove Merchant - Skinfire Records (met Florian Trübsbach, Jan Eschke, Andy Kurz)

- Bibliothèque nationale de France: cb13936128v (data)
- Gemeinsame Normdatei: 134315782
- International Standard Name Identifier: 0000 0001 1576 7077
- Library of Congress Control Number: n78044761
- MusicBrainz: 906d9936-32da-4308-ab75-ee10a38d70d4
- Nationale Bibliotheek van Tsjechië: xx0053756
- Nationale Bibliotheek van Israël: 987009959918105171
- Nationale Bibliotheek van Polen: a0000003430808
- Nederlandse Thesaurus van Auteursnamen: 070986568
- Système universitaire de documentation: 243295928
- Virtual International Authority File: 85646967
- WorldCat: E39PBJfWVMwFybPFxMB8Y7HHmd